# Vila Otto Zweiga
Vila Otto Zweiga v Olomouci je jeden z nejvýznamnějších příkladů pozdní historizující architektury. Tato stavba v novoempírovém stylu byla navržena na zakázku sladovníka židovského původu Otty Zweiga (1874–1942) vídeňským architektem Franzem Kuhnem a postavena v roce 1931. Od 3. května roku 1958 patří k památkově chráněným budovám. Nachází se na adrese třída Spojenců 16, která spadá do městské části Olomouc-střed.

## Historie vily
Pozemek v blízkosti parku si v roce 1916 koupili manželé Hermann a Adéla Konstandtovi. V roce 1919 zadali zakázku na vypracování vily mladému architektovi Paulu  Engelmannovi ve spolupráci s jeho učitelem Adolfem Loosem. Vila měla nést antické prvky, avšak ke stavbě z neznámých důvodů nikdy nedošlo. Konstandtovi parcelu v roce 1928 prodali manželům Zweigovým. V roce 1931 se uskutečnila výstavba vily, která byla inspirována vídeňským empírem. 
Dne 15. května roku 1942 došlo k zabrání vily německými Hitlerjugend. V červenci roku 1942 odjeli manželé Otto a Anna Zweigovi transportem do Terezína a odtud byli 15. října přesunuti do vyhlazovacího tábora Treblinka, kde také oba zahynuli.

## Popis vily
Jedná se o patrový objekt obdélného půdorysu se zahradou. Střecha krytá eternitem je tvarově podobná mansardě, přičemž horní část krytá plechem je téměř plochá. Hlavní vstupní průčelí je symetricky řešené jako sloupový portikus s balkonem, který vrcholí trojúhelníkovým tympanonem se štukovou lyrou a celkový empírový charakter podtrhují uměleckořemeslné detaily. Přízemí tvoří dispoziční trojtrakt rozdělený do dvou funkčně odlišných částí oddělených chodbou. Na všech fasádách se nachází bosáž, patro je členěno pilastry, které jsou na nárožích zdvojené. Panský byt v přízemí má pět prostorných pokojů, které jsou bohatě vybavené. Na boční straně se nachází přistavěná garáž a v zadní části je terasa spojená dvojramenným schodištěm se zahradou. 